# Reinhold Kauder
Reinhold Kauder (ur. 30 stycznia 1950 w Bückeburgu) – niemiecki kajakarz górski, kanadyjkarz. Srebrny medalista olimpijski z Monachium.
Reprezentował barwy RFN. Zawody w 1972 były jego jedynymi igrzyskami olimpijskimi (dyscyplina w  tym roku debiutowała w programie igrzysk i ponownie pojawiła się dopiero 20 lat później). Medal zdobył w kanadyjkowej jedynce. Na mistrzostwach świata zdobył dwa złote medale, zwyciężając indywidualnie w 1971 i w drużynie w 1969 oraz srebro indywidualnie w 1969 i w drużynie w 1971.